# Задкиил

Задкиил предотвращает принесение в жертву Богу сына Авраамом.

Задкиил (ивр. צדקיאל‎ — «справедливость Господа») — в каббалистической ангелологии архангел свободы, щедрости и милосердия. Также известен как Задкиэль, Саткиил, Задакиил, Зидекиил. Имя ангела неизвестно из канонических текстов.
Некоторые тексты гласят, что Задкиил является библейским ангелом, остановившим Авраама, когда тот хотел принести в жертву Богу своего сына.